# Обезьяньи мыши
Обезьяньи мыши, или длиннохвостые мыши (лат. Hapalomys) — род грызунов семейства мышиных. Включает 2 вида. 

## Описание
Длина тела грызунов составляет от 12 до 17 см, а длина хвоста 14—20 см. Густой и мягкий мех ржаво-серого или серо-бурого цвета, брюхо, включая лапы, белое. Хвост длиннее головы и тела, умеренно покрыт волосами, иногда заканчивается пучком. Лапы приспособлены к лазанию по деревьям. Самки имеют две пары сосков на груди и две пары в паху.
Представители рода распространены в тропических лесах Юго-Восточной Азии от юга Китая до Малаккского полуострова.Обитают в тропических дождевых лесах. Хорошо лазают по деревьям и держатся чаще на них. Днём укрываются в самодельных гнёздах, ночью выбираются на поиски корма. По крайней мере, один вид, Hapalomys longicaudatus, как правило, держится на растениях бамбука и строит свои гнёзда в полых стеблях. Рацион состоит из побегов, цветков и плодов.
Главной угрозой для видов является разрушение среды их обитания.